# ほら男爵の冒険 (映画)
『ほら男爵の冒険』（ほらだんしゃくのぼうけん、ドイツ語原題：Münchhausen, ミュンヒハウゼン）は、1943年公開のドイツ映画である。監督はヨーゼフ・フォン・バーキで、ジャンルとしてはファンタジー映画に属する。本作はドイツで3番目となる長編カラー映画であった。

## ストーリー
作品は「ほら吹き男爵」ことヒエロニュムス・フォン・ミュンヒハウゼンの人生の物語である。部分的にゴットフリート・アウグスト・ビュルガーの著名な作品を下敷きにしている。
ストーリーは舞踏会のシーンから始まる。過去の時代のように見えるが、ここで突如、電気のスイッチが映しされる。実は現代の仮装舞踏会だったのである。そして自動車が登場すると、はっきりと時代は1940年代（公開当時）と分かる。若い女性に言い寄られた男爵は、一計を案じ、彼女とその婚約者を明くる日のティータイムに招待する。翌日、男爵は2人を前に、かの有名な祖先「ほら吹き男爵」の「真の歴史」を語り始める。なお同席する男爵夫人は老婦人といった面持ちで、男爵に比べて明らかに年上である。こうして舞台は18世紀に移る。男爵は家来のクリスティアンをお供に、ブラウンシュヴァイク公の命により、ロシアのエカチェリーナ大帝の宮廷に赴き、陰謀と女帝とのアヴァンチュールの只中に身をおくのであった。
男爵は魔術師カリオストロに逮捕が間近に迫っていると警告すると、返礼に永遠の若さを手に入れた。ミュンヒハウゼンは、女帝から連隊司令官に任ぜられ、対トルコ戦争のオチャコフ包囲戦に参じる。ここで驚異的俊足の持ち主を新たに家来に迎え入れる。要塞を狙う大砲にまたがるミュンヒハウゼンだったが、不意に発射されるとそこに姿はなく、空の彼方には砲弾に乗って飛んでいく男爵の姿があった。大爆発とともに要塞に到達したものの、トルコの捕虜にされてしまう。男爵はコンスタンティノープルに連れられ、スルタン直々の家来とされた。そこでクリスティアンと俊足の家来と再会し、おかげでスルタンとの賭けに勝つことができた。その賭けとは、1時間以内にウィーンのマリア・テレジアの宮廷からトカイワインを持ってくるというものであった。
こうして晴れて自由の身となったミュンヒハウゼンであったが、スルタンのもう一つの約束、囚われの身のエステ家の美しい公女イザベラの解放は反故にされた。そこで男爵はカリオストロから授かった魔法の指輪で透明人間となって、ハーレムから連れ出す。こうしてミュンヒハウゼンは、公女と2人の家来とともに海路ヴェネツィアへと向かう。当地では年老いたカサノヴァと面会する。しかしエステ家は公女を年上の男性と結婚させようとし、対立が深まる。公女の兄が決闘に立ったものの男爵のサーベルさばきで、あわれな下着姿にされてしまう。追っ手から逃れるようとミュンヒハウゼンとクリスティアンは熱気球に乗り込んだが、行き着いた先は「月」であった。シュールレアリスム的な月世界で2人が出会ったのは、月世界人の夫婦、また頭を胴体と切り離せる植物人であった。月世界の1日は、地球上の1年にあたため、クリスティアンは急に年をとり死んでしまう。地球に戻ったのは、永遠の若さを手に入れていた男爵だけであった。
物語は200年前から現在に戻る。ここで男爵は若いカップルに気付かせる。2人が前にするミュンヒハウゼンこそ、有名なほら吹き男爵の子孫ではなく、物語の主人公その人なのだ、と。2人はショックを受け、男爵邸を辞去した。しかし男爵は、永遠の若さに倦み疲れていた。これを自らの意志で返上すると、瞬く間に年老いていった。こうして、夫人とともに老境を楽しみたい、という願いはかなえられたのである。

## 背景と特徴
この作品には多大な費用、豪華なキャスト、アグファ社の最新カラーフィルムが使用された。この映画は、UFA創立25周年記念作として、宣伝大臣ヨーゼフ・ゲッベルス直々の指令で制作された。全編が1942年にポツダムのバーベルスベルクにあるUFA撮影所のスタジオと屋外セットで撮影された。制作費は約660万ライヒスマルク（当初予算は457万ライヒスマルク）であった。この映画は、第三帝国で最大の制作費が投じられた映画の一つである。ただし公開1か月後にして、11万9000ライヒスマルクの収益を上げている。
 創立記念に際し、また世界大戦の只中にあって、ドイツ人、また国外に対しても、輝かしく、冒険に満ちた［…］映画を発表することが目的とされ、帝国の政治状況も、戦争の恐怖も感じさせない。こうすることでナチス・ドイツの技術、芸術での功績をより一層の説得力をもって立証しようとしたのであった。—Heinrich Detering: Tabu und Tabubruch in Literatur und Film
制作はエーバーハルト・シュミットであったが、脚本は作家エーリヒ・ケストナーによるものだった。当時ケストナーは執筆禁止処分を受ける身であったが、帝国映画総監督フリッツ・ヒップラーは、ヨーゼフ・ゲッベルスから特別許可を得てこれを委託した。両者とも見解は一致していた。政府から禁止処分を受けたケストナーは、この作品にぴったりの作家である、と。ケストナーは「ベルトルト・ビュルガー (Berthold Bürger)」という変名で脚本を書いた。この名前は映画冒頭にはクレジットされなかった。映画公開の前、ジャーナリストは明確な指令を受けていた。「作家エーリヒ・ケストナー、また変名ベルトルト・ビュルガーは、紙上で言及しないものとする」。本作品は娯楽映画であり、プロパガンダを暗示するものは見当たらないどころか、驚くほど自由主義的で寛容なセリフがあったが差し当たりカットされている。政権に対して敵対的にも響くセリフさえあった。例えばミュンヒハウゼンが時計に目をやりながら、家来に向けた「時間（＝時代）が壊れているな」、またカサノヴァが公女イザベラに向けた「でもどうぞお気を付けに。国家の異端審問には1万の目と腕があって、その権力で正義も不正も意のままに…。」といったセリフである。
当時、ロシアは第三帝国と戦争状態にあったが、驚くべきことに描写は否定的なものがない。ドイツ人がロシアを統治しているが、歴史的にも正確である。そのドイツ人とは、すなわちエカチェリーナ大帝である。
しかしカリオストロ伯爵については別である。ミュンヒハウゼンは理想を抱き、冒険心に富む、粗削りな人物である一方、カリオストロは権力欲と陰謀家の権化であり、己の計画の実行のためには手段を選ばない。これは反セム主義的ステレオタイプを無意識のうちに彷彿とさせるものであった。この役を演じたのはフェルディナント・マリアンであったが、本作品以前にファイト・ハーラン監督の憎悪映画『ユダヤ人ジュース』でタイトルロールであるユダヤ人を演じていた。ドイツ人観衆とってまだ記憶に新しく、『ほら男爵の冒険』でも『ユダヤ人ジュース』を連想させるには適役であった。
この映画の製作時代、状況から見て異例なことに（ハリウッドには当時、厳格なヘイズ・コードが適用されていた）、間接的な性的表現、上半身裸の女性が登場するシーンが複数あったが、当時のドイツ映画では珍しいことではなかった。例えば既に映画『ポストマイスター』（1940年）では、胸を露わにした女性が登場していた。
この他には数々の壮大な特殊効果も注目に値する。当時最高の技術が用いられ、コンスタンティン・イルメン＝チェットが総責任者であった。本作品は主演ハンス・アルバースの傑作の一つといわれている。時に『ほら男爵の冒険』は、本作の以前に公開されたファンタジー映画、米国の『オズの魔法使』（1939年）、英国の『バグダッドの盗賊』（1940年）と比較して、ライバル関係にあると言われることがある。豪華なセットはエミール・ハスラーとオットー・ギュルストルフ、多種多彩な衣装はマノン・ハーンによるものである。
本作品は1943年3月3日にUFA創立25周年記念作品として、「企業点呼集会 (Betriebsappell)」と銘打ち、ベルリンのウーファ・パラスト・アム・ツォーで封切られた。1944年末までに1,870万人の観客を動員し、ナチス時代を通じて最も成功を収めた映画の一つとなった。
1978年には、初めて原典版への復元が行われたが、これまで行方不明と思われてきた部分を発見できたのはドイツ再統一後になってからで、東ヨーロッパ諸国の公文書館の協力によるものであった。ロングバージョン（編集：ユルゲン・ラベンスキー）は、1991年4月1日にZDFで放映された。放送時に解説のアナウンサーを引き受けたのは、本作品に出演したイルゼ・ヴェルナーであった。
こうして本作品はオリジナルの状態に近づいたとはいえ、それでも約15分が欠損している。これは1943年6月の最初のカットで失われた部分で、今なお発見されていない。
ハンス・アルバースの出演料は36万ライヒスマルクだったが、スター俳優から出演者を選ぶに当たっては、ある種の特殊事情を許容する必要があった。レオ・スレザックの妻はユダヤ人であり、フーベルト・フォン・マイアーリンクとヴィルヘルム・ベンドウは同性愛者だと知られていた。またブリギッテ・ホルナイは、俳優ヨアヒム・ゴットシャルクと深い仲であったが、彼はこの直前に自殺している。

## 批評
UFAの創立25周年を記念して制作され、莫大な資金を投じられ、技術面で輝かしく、カラーフィルムの特性が存分に生かされ、好ましい皮肉が込められたこの映画は、政治的に禁じられた作家エーリヒ・ケストナーが変名で書いた脚本に基づいている。ケストナーは個々のエピソードを、冒険を単に経験することを世界観にまで高める人生哲学と結びつけた。しかし物語の幻想性は圧倒的であり続ける。素敵でほほえましいコメディー。—Lexikon des Internationalen Films
豪華な仕上りの映画作品。莫大な資金を誇り、当時最新のアグファカラーを美食家のごとく味わいつくした。 —Andreas Friedrich

## 受賞
本作品はナチス時代に映画検定所から「芸術的に特に価値あり (Künstlerisch besonders wertvoll)」「民族的に価値あり (volkstümlich wertvoll)」の評定を得た。